# Дубове (Чернівецький район)
Дубове — село в Україні, у Кам'янській сільській громаді Чернівецького району Чернівецької області.

## Історія
Перші письмові згадки про село кінець XVII століття, початок XVIII століття.
З 24 серпня 1991 року село входить до складу незалежної України.